# Seututie 518
Pour les articles homonymes, voir Route 518.
La route régionale 518 (finnois : Seututie 518) est une route régionale allant de Lieksa jusqu'à Kuhmo en Finlande,,.

## Présentation
La seututie 518 est une route régionale de Carélie du Nord.
La route régionale 518 part de la route principale 73 et se termine sur la même route à Kelvä.
La route croise la route régionale 515 (Romppala-Ahvenisentie) dans le village d'Ahveninen. Au pont d'Ahveninen, elle traverse la voie navigable de Pielinen.
Elle passe au-dessus de la voie ferrée Joensuu–Kontiomäki à Kelvä.